# Liste der Naturdenkmale in Allmendingen
| Naturdenkmale | Anzahl |
| ------------- | ------ |
| FND           | 12     |
| END           | 17     |
| Gesamt        | 29     |

Die Liste der Naturdenkmale in Allmendingen nennt die verordneten Naturdenkmale (ND) der im baden-württembergischen Alb-Donau-Kreis liegenden Gemeinde Allmendingen. In Allmendingen gibt es insgesamt 29 als Naturdenkmal geschützte Objekte, davon 12 flächenhafte Naturdenkmale (FND) und 17 Einzelgebilde-Naturdenkmale (END).
Stand: 31. Oktober 2016.

## Flächenhafte Naturdenkmale (FND)
| Name                            | Bild | Kennung     | Einzelheiten | Position | Fläche Hektar | Datum        |
| ------------------------------- | ---- | ----------- | ------------ | -------- | ------------- | ------------ |
| Fels „Böllisburren“             | BW   | 84250020023 | Allmendingen | ⊙        | 0,1           | 9. Sep. 1994 |
| Hausener Wäldle                 |      | 84250020014 | Allmendingen | ???      | 1,7           | 9. Sep. 1938 |
| Kalkmagerrasen im Happental     | BW   | 84250020037 | Allmendingen | ⊙        | 0,7           | 9. Sep. 1994 |
| Lindenplatz                     | BW   | 84250020028 | Allmendingen | ⊙        | 0,1           | 9. Sep. 1994 |
| Nägelesstein                    | BW   | 84250020022 | Allmendingen | ⊙        | 0,6           | 9. Sep. 1994 |
| Quellgebiet                     | BW   | 84250020026 | Allmendingen | ⊙        | 0,1           | 9. Sep. 1994 |
| Rappenstein und Schunterhöhle   |      | 84250020043 | Allmendingen | ⊙        | 0,5           | 9. Sep. 1994 |
| Schafweide am Büchelesberg      |      | 84250020017 | Allmendingen | ???      | 2,8           | 9. Sep. 1938 |
| Schafweide                      |      | 84250020013 | Allmendingen | ???      | 0,1           | 9. Sep. 1938 |
| Ufergehölz der Kleinen Schmiech | BW   | 84250020027 | Allmendingen | ⊙        | 0,8           | 9. Sep. 1994 |
| Wacholderheide                  | BW   | 84250020044 | Allmendingen | ⊙        | 1,0           | 9. Sep. 1994 |
| Wäldchen am Gräslesberg         |      | 84250020015 | Allmendingen | ???      | 0,9           | 9. Sep. 1938 |
| Legende für Naturdenkmal        |      |             |              |          |               |              |

## Einzelgebilde (END)
| Name                                                              | Bild | Kennung     | Einzelheiten | Position | Fläche Hektar | Datum        |
| ----------------------------------------------------------------- | ---- | ----------- | ------------ | -------- | ------------- | ------------ |
| Baumgruppe (1 Kastanie, 2 Winterlinden)                           | BW   | 84250020041 | Allmendingen | ⊙        | 0,0           | 9. Sep. 1994 |
| Kopflindenallee (51 Linden)                                       | BW   | 84250020030 | Allmendingen | ⊙        | 0,0           | 9. Sep. 1994 |
| Schloßhof-Baumbestand (1 Kastanie, 1 Feldahorn und 1 Trauerweide) | BW   | 84250020029 | Allmendingen | ⊙        | 0,0           | 9. Sep. 1994 |
| 1 Dreifaltigkeitseiche                                            | BW   | 84250020024 | Allmendingen | ⊙        | 0,0           | 9. Sep. 1994 |
| 1 Linde                                                           | BW   | 84250020042 | Allmendingen | ⊙        | 0,0           | 9. Sep. 1994 |
| 1 Rotbuche                                                        | BW   | 84250020020 | Allmendingen | ⊙        | 0,0           | 9. Sep. 1994 |
| 1 Stieleiche                                                      | BW   | 84250020036 | Allmendingen | ⊙        | 0,0           | 9. Sep. 1994 |
| 1 Winterlinde                                                     | BW   | 84250020038 | Allmendingen | ⊙        | 0,0           | 9. Sep. 1994 |
| 1 Winterlinde                                                     | BW   | 84250020039 | Allmendingen | ⊙        | 0,0           | 9. Sep. 1994 |
| 2 Bahnhofskastanien                                               | BW   | 84250020031 | Allmendingen | ⊙        | 0,0           | 9. Sep. 1994 |
| 2 Buchen                                                          | BW   | 84250020040 | Allmendingen | ⊙        | 0,0           | 9. Sep. 1994 |
| 2 Kastanien                                                       | BW   | 84250020035 | Allmendingen | ⊙        | 0,0           | 9. Sep. 1994 |
| 2 Linden                                                          | BW   | 84250020025 | Allmendingen | ⊙        | 0,0           | 9. Sep. 1994 |
| 2 Lüxeeichen                                                      | BW   | 84250020021 | Allmendingen | ⊙        | 0,0           | 9. Sep. 1994 |
| 2 Sommerlinden                                                    | BW   | 84250020033 | Allmendingen | ⊙        | 0,0           | 9. Sep. 1994 |
| 2 Sommerlinden                                                    | BW   | 84250020034 | Allmendingen | ⊙        | 0,0           | 9. Sep. 1994 |
| 5 Kastanien                                                       | BW   | 84250020032 | Allmendingen | ⊙        | 0,0           | 9. Sep. 1994 |
| Legende für Naturdenkmal                                          |      |             |              |          |               |              |